# NBA All-Star Weekend 2014
L'NBA All-Star Weekend 2014 si è disputato presso lo Smoothie King Center di New Orleans da venerdì 14 febbraio a domenica 16 febbraio 2014. La manifestazione ha previsto vari eventi cestistici, e si è concluso con il 63º All-Star Game della NBA.

## Venerdì

### All-Star Celebrity Game
Il primo evento del weekend è l'All-Star Celebrity Game, per ragioni di sponsorizzazione noto come "Sprint NBA All-Star Celebrity Game". L'evento prevede una partita tra squadre di miste, composte da personaggi dello spettacolo ed ex giocatori NBA. L'incontro è stato giocato presso il New Orleans Ernest N. Morial Convention Center.

### NBA Rising Stars Challenge
Il secondo evento del venerdì è l'NBA Rookie Challenge, denominato "BBVA Compass Rising Stars Challenge". È una sfida tra due squadre miste di rookies e sophomores della stagione NBA 2013-2014. I giocatori sono stati selezionati dai vice allenatori delle squadre NBA. Le due rose sono state divise successivamente da Grant Hill e Chris Webber, e attraverso il sito internet della NBA i tifosi hanno selezionato i quintetti titolari. MVP della partita è stato eletto Andre Drummond, sophomore dei Detroit Pistons.
| New Orleans 14 febbraio 2014, ore 9:00 pm ET | Team Webber                             | 136 – 142 (66-67) referto | Team Hill | Smoothie King Center (14.727 spett.)\| Arbitri: \| Kevin Cutler Nick Buchert Brent Barnaky \| |
| Arbitri:                                     | Kevin Cutler Nick Buchert Brent Barnaky |                           |           |                                                                                               |

#### Team Webber
| Team Webber             |      |                       |       |        |       |     |    |    |     |     |    |     |     |    |     |
| Giocatore               | Anno | Squadra               | MIN   | FG     | 3FG   | FT  | RO | RD | RIM | AST | FP | RUB | PER | ST | PT  |
| Kelly Olynyk            | R    | Boston Celtics        | 25:27 | 4/5    | 1/2   | 0/0 | 1  | 0  | 1   | 2   | 1  | 3   | 1   | 1  | 9   |
| Jared Sullinger         | S    | Boston Celtics        | 20:07 | 5/11   | 3/9   | 0/0 | 0  | 2  | 2   | 4   | 2  | 0   | 1   | 2  | 13  |
| Anthony Davis           | S    | New Orleans Pelicans  | 28:40 | 8/14   | 0/0   | 0/0 | 2  | 6  | 8   | 4   | 3  | 3   | 1   | 2  | 16  |
| Victor Oladipo          | R    | Orlando Magic         | 20:11 | 6/10   | 1/4   | 0/0 | 0  | 1  | 1   | 4   | 0  | 0   | 0   | 0  | 13  |
| Michael Carter-Williams | R    | Philadelphia 76ers    | 23:54 | 7/12   | 0/4   | 3/3 | 3  | 3  | 6   | 9   | 0  | 1   | 3   | 1  | 17  |
| Riserve                 |      |                       |       |        |       |     |    |    |     |     |    |     |     |    |     |
| Trey Burke              | R    | Utah Jazz             | 20:38 | 3/12   | 0/7   | 0/0 | 0  | 0  | 0   | 6   | 1  | 1   | 0   | 0  | 6   |
| Steven Adams            | R    | Oklahoma City Thunder | 17:41 | 3/3    | 0/0   | 0/0 | 2  | 0  | 2   | 0   | 3  | 2   | 1   | 4  | 6   |
| Tim Hardaway Jr.        | R    | New York Knicks       | 24:29 | 12/23  | 7/16  | 5/6 | 0  | 1  | 1   | 2   | 3  | 0   | 1   | 0  | 36  |
| Mason Plumlee           | R    | Brooklyn Nets         | 18:54 | 10/13  | 0/0   | 0/0 | 3  | 4  | 7   | 1   | 2  | 4   | 2   | 1  | 20  |
| Totale                  |      |                       |       | 58/103 | 12/42 | 8/9 | 11 | 17 | 28  | 32  | 15 | 14  | 10  | 11 | 136 |

#### Team Hill
| Team Hill             |      |                        |       |       |       |       |    |    |     |     |    |     |     |    |     |
| Giocatore             | Anno | Squadra                | MIN   | FG    | 3FG   | FT    | RO | RD | RIM | AST | FP | RUB | PER | ST | PT  |
| Harrison Barnes       | S    | Golden State Warriors  | 23:41 | 5/12  | 2/5   | 4/4   | 0  | 3  | 3   | 3   | 0  | 2   | 0   | 0  | 16  |
| Andre Drummond        | S    | Detroit Pistons        | 28:26 | 12/21 | 0/0   | 6/8   | 14 | 11 | 25  | 1   | 2  | 1   | 3   | 1  | 30  |
| Jonas Valančiūnas     | S    | Toronto Raptors        | 19:01 | 2/4   | 0/1   | 0/0   | 0  | 2  | 2   | 2   | 1  | 0   | 3   | 0  | 4   |
| Bradley Beal          | S    | Washington Wizards     | 28:12 | 7/13  | 4/8   | 3/4   | 2  | 3  | 5   | 4   | 0  | 2   | 2   | 0  | 21  |
| Damian Lillard        | S    | Portland Trail Blazers | 30:04 | 6/14  | 1/5   | 0/0   | 2  | 3  | 5   | 5   | 1  | 2   | 2   | 0  | 13  |
| Riserve               |      |                        |       |       |       |       |    |    |     |     |    |     |     |    |     |
| Dion Waiters          | S    | Cleveland Cavaliers    | 21:44 | 10/14 | 4/6   | 7/8   | 0  | 1  | 1   | 7   | 3  | 3   | 2   | 0  | 31  |
| Terrence Jones        | S    | Houston Rockets        | 16:19 | 7/10  | 0/1   | 0/0   | 1  | 5  | 6   | 0   | 0  | 0   | 1   | 0  | 14  |
| Giannīs Antetokounmpo | R    | Milwaukee Bucks        | 17:11 | 3/3   | 0/0   | 3/4   | 1  | 1  | 2   | 2   | 1  | 0   | 2   | 1  | 9   |
| Miles Plumlee         | S    | Phoenix Suns           | 15:22 | 2/2   | 0/0   | 0/ 0  | 1  | 2  | 3   | 0   | 1  | 0   | 3   | 1  | 4   |
| Totale                |      |                        |       | 54/93 | 11/26 | 23/28 | 21 | 31 | 52  | 24  | 9  | 10  | 18  | 3  | 142 |

## Sabato
Nella giornata di sabato viene disputato l'NBA Development League All-Star Game. Durante l'NBA All-Star Saturday Night si disputano inoltre: la Shooting Stars Competition, lo Skills Challenge, il Three-Point Contest e lo Slam Dunk Contest.

### Shooting Stars Competition
Denominato "Sears Shooting Stars", prevede una gara di tiri tra giocatori NBA in attività e ritirati, insieme a giocatrici della WNBA.
Eastern Conference
- Team 1: Tim Hardaway Jr., Tim Hardaway, Elena Delle Donne
- Team 2: Chris Bosh, Dominique Wilkins, Swin Cash (vincitori)

Western Conference
- Team 3: Stephen Curry, Dell Curry, Becky Hammon
- Team 4: Kevin Durant, Karl Malone, Skylar Diggins

### Skills Challenge
Il "Taco Bell Skills Challenge" è una sfida di abilità, disputata tra giocatori NBA in attività.
Eastern Conference
| Giocatore               | Squadra            | 1º t. | Fin.  |
| ----------------------- | ------------------ | ----- | ----- |
| Team 1                  |                    |       |       |
| Giannīs Antetokounmpo   | Milwaukee Bucks    | 45"   |       |
| DeMar DeRozan           | Toronto Raptors    | 45"   |       |
| Team 2                  |                    |       |       |
| Michael Carter-Williams | Philadelphia 76ers | 43,3" | 45,3" |
| Victor Oladipo          | Orlando Magic      | 43,3" | 45,3" |

Western Conference
| Giocatore      | Squadra                | 1º t. | Fin.  |
| -------------- | ---------------------- | ----- | ----- |
| Team 1         |                        |       |       |
| Trey Burke     | Utah Jazz              | 40,6" | 45,2" |
| Damian Lillard | Portland Trail Blazers | 40,6" | 45,2" |
| Team 2         |                        |       |       |
| Goran Dragić   | Phoenix Suns           | 42,3" |       |
| Reggie Jackson | Oklahoma City Thunder  | 42,3" |       |

### Three-Point Contest
Il "Foot Locker Three Point Contest" è la gara tra i migliori tiratori da 3 punti.
Eastern Conference
| Giocatore     | Squadra             | 1º t. | Fin. | Spar. |
| ------------- | ------------------- | ----- | ---- | ----- |
| Arron Afflalo | Orlando Magic       | 15    |      |       |
| Bradley Beal  | Washington Wizards  | 21    | 19   | 18    |
| Kyrie Irving  | Cleveland Cavaliers | 17    |      |       |
| Joe Johnson   | Brooklyn Nets       | 11    |      |       |

Western Conference
| Giocatore       | Squadra                | 1º t. | Fin. | Spar. |
| --------------- | ---------------------- | ----- | ---- | ----- |
| Marco Belinelli | San Antonio Spurs      | 19    | 19   | 24    |
| Stephen Curry   | Golden State Warriors  | 16    |      |       |
| Damian Lillard  | Portland Trail Blazers | 18    |      |       |
| Kevin Love      | Minnesota Timberwolves | 16    |      |       |

### Slam Dunk Contest
Allo "Sprite Slam Dunk" partecipano i migliori schiacciatori del campionato.
Eastern Conference
| Giocatore     | Squadra            | Freestyle | 1 vs. 1 |
| ------------- | ------------------ | --------- | ------- |
| Paul George   | Indiana Pacers     | 3         | 3       |
| Terrence Ross | Toronto Raptors    | 3         | 2       |
| John Wall     | Washington Wizards | 3         | 3       |

Western Conference
| Giocatore       | Squadra                | Freestyle | 1 vs. 1 |
| --------------- | ---------------------- | --------- | ------- |
| Harrison Barnes | Golden State Warriors  | 0         | 0       |
| Damian Lillard  | Portland Trail Blazers | 0         | 1       |
| Ben McLemore    | Sacramento Kings       | 0         | 0       |

- John Wall è stato votato "Sprite Dunker of the Night".

## Domenica

### All-Star Game
| New Orleans 16 febbraio 2014 | Western Conference                      | 155 – 163 (44-42, 89-76, 126-123) referto | Eastern Conference | Smoothie King Center (14.727 spett.)\| Arbitri: \| Violet Palmer Jason Phillips Marc Davis \| |
| Arbitri:                     | Violet Palmer Jason Phillips Marc Davis |                                           |                    |                                                                                               |

#### Western Conference
| Western Conference |                        |       |        |       |      |    |     |     |     |    |     |     |    |     |
| Giocatore          | Squadra                | MIN   | FG     | 3FG   | FT   | RO | RD. | RIM | AST | FP | RUB | PER | ST | PT  |
| Kevin Durant       | Oklahoma City Thunder  | 34:43 | 14/27  | 6/17  | 4/4  | 3  | 7   | 10  | 6   | 0  | 1   | 1   | 0  | 38  |
| Blake Griffin      | Los Angeles Clippers   | 31:56 | 19/23  | 0/2   | 0/0  | 4  | 2   | 6   | 1   | 4  | 2   | 2   | 0  | 38  |
| Kevin Love         | Minnesota Timberwolves | 32:46 | 5/11   | 2/7   | 1/4  | 1  | 8   | 9   | 2   | 0  | 1   | 1   | 0  | 13  |
| James Harden       | Houston Rockets        | 23:46 | 3/7    | 2/6   | 0/0  | 0  | 1   | 1   | 5   | 1  | 1   | 2   | 0  | 8   |
| Stephen Curry      | Golden State Warriors  | 27:36 | 4/14   | 2/11  | 2/2  | 1  | 2   | 3   | 11  | 1  | 1   | 2   | 0  | 12  |
| Riserve            |                        |       |        |       |      |    |     |     |     |    |     |     |    |     |
| Chris Paul         | Los Angeles Clippers   | 24:29 | 4/9    | 1/4   | 2/2  | 2  | 2   | 4   | 13  | 1  | 3   | 3   | 0  | 11  |
| Tony Parker        | San Antonio Spurs      | 11:25 | 2/5    | 0/0   | 0/0  | 1  | 1   | 2   | 1   | 0  | 0   | 1   | 0  | 4   |
| Dirk Nowitzki      | Dallas Mavericks       | 08:26 | 0/2    | 0/1   | 0/0  | 0  | 1   | 1   | 0   | 0  | 0   | 0   | 0  | 0   |
| Dwight Howard      | Houston Rockets        | 13:17 | 4/6    | 0/2   | 0/0  | 4  | 7   | 11  | 3   | 0  | 0   | 0   | 0  | 8   |
| LaMarcus Aldridge  | Portland Trail Blazers | 13:17 | 2/9    | 0/0   | 0/0  | 3  | 2   | 5   | 0   | 0  | 0   | 0   | 0  | 4   |
| Anthony Davis      | New Orleans Pelicans   | 09:35 | 5/6    | 0/0   | 0/0  | 0  | 1   | 1   | 0   | 0  | 2   | 1   | 0  | 10  |
| Damian Lillard     | Portland Trail Blazers | 08:44 | 3/8    | 3/6   | 0/0  | 0  | 1   | 1   | 0   | 1  | 0   | 1   | 0  | 9   |
| Kobe Bryant        | Los Angeles Lakers     | -     |        |       |      |    |     |     |     |    |     |     |    |     |
| Totale             |                        |       | 65/127 | 16/56 | 9/12 | 19 | 35  | 54  | 42  | 8  | 11  | 14  | 0  | 155 |

- Allenatore: Scott Brooks (Oklahoma City Thunder)
- Assistenti: Rex Kalamian, Mark Bryant, Brian Keefe, Robert Pack, Mike Terpstra

#### Eastern Conference
| Eastern Conference |                     |       |        |       |     |    |    |     |     |    |     |     |    |     |
| Giocatore          | Squadra             | MIN   | FG     | 3FG   | FT  | RO | RD | RIM | AST | FP | RUB | PER | ST | PT  |
| Paul George        | Indiana Pacers      | 33:08 | 6/13   | 1/5   | 5/5 | 1  | 4  | 5   | 5   | 2  | 2   | 1   | 0  | 18  |
| Carmelo Anthony    | New York Knicks     | 30:06 | 10/18  | 8/13  | 2/2 | 3  | 2  | 5   | 2   | 3  | 0   | 0   | 0  | 30  |
| LeBron James       | Miami Heat          | 33:08 | 11/22  | 0/7   | 0/0 | 1  | 6  | 7   | 7   | 0  | 3   | 1   | 0  | 22  |
| Dwyane Wade        | Miami Heat          | 11:41 | 5/6    | 0/0   | 0/0 | 1  | 0  | 1   | 3   | 0  | 2   | 1   | 0  | 10  |
| Kyrie Irving       | Cleveland Cavaliers | 33:51 | 14/17  | 3/6   | 0/0 | 1  | 4  | 5   | 14  | 4  | 0   | 5   | 0  | 31  |
| Riserve            |                     |       |        |       |     |    |    |     |     |    |     |     |    |     |
| Roy Hibbert        | Indiana Pacers      | 12:19 | 4/5    | 0/1   | 0/0 | 1  | 4  | 5   | 2   | 0  | 0   | 1   | 0  | 8   |
| Chris Bosh         | Miami Heat          | 10:07 | 2/3    | 1/2   | 0/0 | 0  | 2  | 2   | 0   | 1  | 2   | 1   | 0  | 5   |
| Joe Johnson        | Brooklyn Nets       | 10:06 | 2/7    | 1/6   | 0/0 | 0  | 1  | 1   | 1   | 0  | 0   | 0   | 0  | 5   |
| DeMar DeRozan      | Toronto Raptors     | 14:52 | 4/7    | 0/1   | 0/0 | 1  | 2  | 3   | 2   | 0  | 0   | 0   | 0  | 8   |
| John Wall          | Washington Wizards  | 15:04 | 5/7    | 0/1   | 2/2 | 0  | 5  | 5   | 4   | 1  | 2   | 3   | 0  | 12  |
| Paul Millsap       | Atlanta Hawks       | 14:52 | 3/5    | 0/2   | 0/0 | 0  | 3  | 3   | 1   | 0  | 0   | 0   | 0  | 6   |
| Joakim Noah        | Chicago Bulls       | 20:46 | 4/5    | 0/0   | 0/0 | 0  | 5  | 5   | 5   | 2  | 1   | 1   | 0  | 8   |
| Totale             |                     |       | 70/115 | 14/44 | 9/9 | 9  | 38 | 47  | 46  | 13 | 12  | 14  | 0  | 163 |

- Allenatore: Frank Vogel (Indiana Pacers)
- Assistenti: Dan Burke, Nate McMillan, Popeye Jones

#### Record
Durante questa edizione dell'All-Star Game sono stati infranti diversi record:
- Maggior numero di punti totali: 318 (precedente di 303 nel 1987)
- Maggior numero di punti di una sola squadra: 163, Eastern Conference (precedente di 155 da parte della selezione della Western Conference nel 2003 eguagliato quest'anno dalla stessa selezione)
- Maggior numero di canestri segnati dal campo: 19 (di cui 10 sono schiacciate), Blake Griffin (precedente di 17 da parte di Wilt Chamberlain nel 1962, Michael Jordan nel 1988 e Kevin Garnett nel 2003)
- Maggior numero di tiri da 3 effettuati: 100 (precedente di 71 nel 2013)
- Maggior numero di tiri da 3 effettuati da una squadra: 56, Western Conference (precedente di 39 da parte della selezione della Eastern Conference nel 2013)
- Maggior numero di tiri da 3 segnati da una squadra: 16, Western Conference
- Maggior numero di tiri da 3 segnati da un giocatore: 8, Carmelo Anthony (precedente di 6 da parte di Mark Price nel 1993 e LeBron James nel 2012)

Blake Griffin e Kevin Durant hanno segnato 38 punti, che valgono loro la terza miglior prestazione all'All-Star Game. Davanti a loro solo Wilt Chamberlain con 42 punti (nel 1962) e Michael Jordan con 40 (nel 1988). Kyrie Irving è il secondo giocatore (l'altro è LeBron James) dei Cleveland Cavaliers ad aggiudicarsi il premio di MVP della partita.